# Flash Thompson
Eugene "Flash" Thompson is een personage uit de strips van Marvel Comics.
Hij kwam voor het eerst voor in Amazing Fantasy #15 (augustus 1962) en werd bedacht door Stan Lee en Steve Ditko. Flash Thompson was tijdens zijn middelbareschooltijd een klasgenoot en pestkop van Peter Parker. Na zijn middelbare school ging hij naar het leger van de Verenigde Staten. Nadat hij zijn benen verloor in een oorlog werd hij een superheld genaamd Agent Venom, met behulp van een Venom symbiont.

## In andere media

### Films

#### Sam Raimi Spider-Man trilogie
Flash Thompson verscheen in de Spider-Man trilogie van regisseur Sam Raimi. Hij kwam voor in Spider-Man uit 2002 waarin hij werd vertolkt door Joe Manganiello. Later verscheen Flash Thompson als een stille cameo in Spider-Man 3 uit 2007 waarin hij de begrafenis van Harry Osborn bezocht.

#### The Amazing Spider-Man films
Flash Thompson verscheen in de twee Amazing Spider-Man films van regisseur Marc Webb. Hij kwam voor in The Amazing Spider-Man uit 2012 waarin hij werd vertolkt door Chris Zylka. Ook kwam Flash voor in de vervolgfilm The Amazing Spider-Man 2 uit 2014.

#### Marvel Cinematic Universe
Sinds 2017 verschijnt Flash Thompson in het Marvel Cinematic Universe waarin hij wordt vertolkt door Tony Revolori. Tijdens een excursie van Peter Parker en zijn klas naar Washington D.C. gaat hij mee als invaller voor de quiz waar zijn klas aan mee doet. In 2018 vervaagde Flash door de zogenoemde Snap uitgevoerd door Thanos.
In 2024 werden Flash en enkele andere klasgenoten weer terug gebracht. Hierdoor werd er een schoolreis naar Europa georganiseerd. Hierbij kwam hij in gevaar door de drones die door Mysterio aangestuurd werden. Flash Thompson komt onder andere voor in de volgende films:
- Spider-Man: Homecoming (2017)
- Spider-Man: Far From Home (2019)
- Spider-Man: No Way Home (2021)

### Televisieserie
- Flash verschijnt in Spider-Man and His Amazing Friends uit 1981.
- Flash verschijnt in Spider-Man uit 1994.
- Flash verschijnt in Spider-Man: The New Animated Series uit 2003.
- Flash verschijnt in The Spectacular Spider-Man uit 2008.
- Flash verschijnt in Ultimate Spider-Man uit 2012. De Nederlandse stem van Flash werd ingesproken door Florus van Rooijen.
- Flash verschijnt in Spider-Man uit 2017.

### Videospellen
- Flash verschijnt als Agent Venom in Pinball FX 2 uit 2010.
- Flash verschijnt als Agent Venom als een speelbaar personage in Marvel Super Hero Squad Online uit 2011.